# برتیل گرانسون
برتیل گرانسون (انگلیسی: Bertil Göransson؛ ۹ فوریه ۱۹۱۹ – ۱۰ آوریل ۲۰۰۴ (aged 85)) ورزشکار روئینگ اهل سوئد بود.
وی در مسابقات کشوری و بین‌المللی در مجموع برندهٔ ۳ مدال نقره شده‌است.